# Тор (саундтрек)
«Тор» (оригинальный саундтрек) — альбом саундтреков к фильму «Тор» (2011), музыка которого была написана шотландским композитором Патриком Дойлом под управлением Джеймса Ширмана и исполнена Лондонским симфоническим оркестром. Buena Vista Records объявила детали саундтрека в марте 2011 года. Он был выпущен на некоторых европейских территориях в конце апреля и выпущен 3 мая в США.

## Трек-лист
Вся музыка написана Патриком Дойлом.
| №                   | Название                   | Длительность |
| ------------------- | -------------------------- | ------------ |
| 1.                  | «Chasing the Storm»        | 3:11         |
| 2.                  | «Prologue»                 | 3:09         |
| 3.                  | «Sons of Odin»             | 1:48         |
| 4.                  | «A New King»               | 3:00         |
| 5.                  | «Ride to Observatory»      | 2:10         |
| 6.                  | «To Jotunheim»             | 2:19         |
| 7.                  | «Laufey»                   | 3:40         |
| 8.                  | «Frost Giant Battle»       | 4:22         |
| 9.                  | «Banishment»               | 1:53         |
| 10.                 | «Crisis In Asgard»         | 2:18         |
| 11.                 | «Odin Confesses»           | 2:43         |
| 12.                 | «Hammer Found»             | 1:11         |
| 13.                 | «Urgent Matter»            | 2:21         |
| 14.                 | «The Compound»             | 7:40         |
| 15.                 | «Loki's Lie»               | 1:54         |
| 16.                 | «My Bastard Son»           | 2:39         |
| 17.                 | «Science and Magic»        | 2:53         |
| 18.                 | «The Destroyer»            | 2:57         |
| 19.                 | «Forgive Me»               | 2:40         |
| 20.                 | «Thor Kills the Destroyer» | 1:53         |
| 21.                 | «Brothers Fight»           | 6:59         |
| 22.                 | «Letting Go»               | 3:17         |
| 23.                 | «Can You See Jane?»        | 2:23         |
| 24.                 | «Earth to Asgard»          | 2:33         |
| Общая длительность: | Общая длительность:        | 1:11:53      |

## Реакция
| Оценки критиков    | Оценки критиков |
| Источник           | Оценка |
| ------------------ | --- |
| AllMusic           | 3,5 из 5 звёзд · 3,5 из 5 звёзд · 3,5 из 5 звёзд · 3,5 из 5 звёзд · 3,5 из 5 звёзд                                                                                                |
| Empire             | 4 из 5 звёзд · 4 из 5 звёзд · 4 из 5 звёзд · 4 из 5 звёзд · 4 из 5 звёзд |
| Film Score Reviews | 3 из 5 звёзд · 3 из 5 звёзд · 3 из 5 звёзд · 3 из 5 звёзд · 3 из 5 звёзд |
| Filmtracks         | 4 из 5 звёзд · 4 из 5 звёзд · 4 из 5 звёзд · 4 из 5 звёзд · 4 из 5 звёзд |
| Movie Music UK     | 3 из 5 звёзд · 3 из 5 звёзд · 3 из 5 звёзд · 3 из 5 звёзд · 3 из 5 звёзд |
| ScoreNotes         | 8,5 из 10 звёзд · 8,5 из 10 звёзд · 8,5 из 10 звёзд · 8,5 из 10 звёзд · 8,5 из 10 звёзд · 8,5 из 10 звёзд · 8,5 из 10 звёзд · 8,5 из 10 звёзд · 8,5 из 10 звёзд · 8,5 из 10 звёзд |
| Tracksounds        | 8 из 10 звёзд · 8 из 10 звёзд · 8 из 10 звёзд · 8 из 10 звёзд · 8 из 10 звёзд · 8 из 10 звёзд · 8 из 10 звёзд · 8 из 10 звёзд · 8 из 10 звёзд · 8 из 10 звёзд                     |

Джеймс Кристофер Монгер из AllMusic заявил, что «композитор Патрик Дойл, который в 2005 году привнёс новую смелость во франшизу о Гарри Поттере со своим саундтреком к фильму „Гарри Поттер и Кубок огня“, рассматривает экранизацию культового скандинавского супергероя Marvel Comics Тор от режиссёра Кеннета Брана для большого экрана с соответствующей серьёзностью. Давний соавтор Брана („Генрих V“, „Умереть заново“) готовит сцену с „В погоне за бурей“, напряжённым и стремительным раскрытием главной темы, которая звучит как нечто среднее между репликой Джеймса Ньютона Говарда и Ханса Циммера из „Бэтмен: Начало“ и темой „CheValiers de Sangreal“ из фильма „Код да Винчи“, и, как и Циммер, Дойл знает, как довести круговую мелодию до исступления. В другом месте прекрасная и в меру стоическая музыка, например „Сыны Одина“ изобилует элементами традиционного фэнтези, в то время как эпический „Компаунд“ раскрывает более современный, научно-фантастический подход к действию, в результате чего получается партитура, тоскливая, героическая и величественная, как само фантастическое царство Асгарда».
Дэнни Грейдон из Empire заявил: «Воссоединившись с давним соавтором Кеннетом Браной, музыка Патрика Дойла удачно сочетает вагнеровскую „Бури и натиск“ („Битва ледяных великанов“) с репликами, наполненными благородством („В погоне за бурей“) и драматическим богатством („Признание Одина“ и „Изгнание“). Он также создаёт захватывающее мелодическое ядро через противоположные темы Тора и Локи и пожинает дивиденды от своего согласованного различия миров Асгарда и Земли. Жаль только, что вездесущность хоров и перкуссии в текущей партитуре действий несколько разбавляет динамизм климатических реплик Дойла».